# Guillem IV de Luxemburg
Guillem IV de Luxemburg (Biebrich (Hessen) 1852 - Castell de Berg 1912). II Gran Duc de Luxemburg que governà el petit gran ducat centreeuropeu des de l'any 1905 fins a l'any de la seva mort, el 1912.
Nat a la ciutat alemanya de Biebrich el dia 22 d'abril de 1852 sent fill del gran duc Adolf I de Luxemburg i de la princesa Adelaida d'Anhalt. Guillem era net per via paterna del duc Guillem de Nassau-Weilburg i de la princesa Lluïsa de Saxònia-Hildburghausen i per via materna del príncep Frederic August d'Anhalt i de la princesa Maria de Hessen-Kassel.

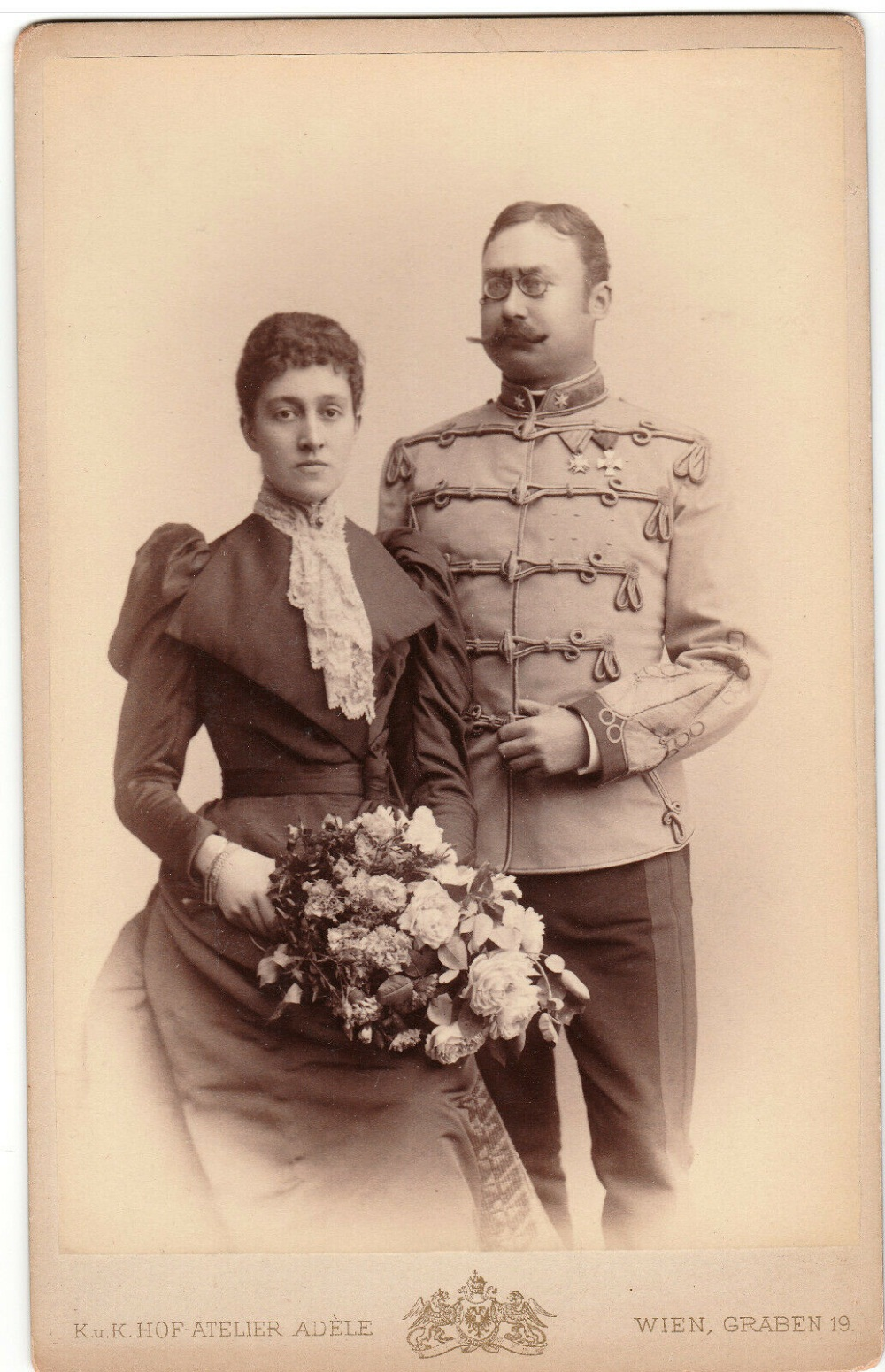
La infanta Maria Anna de Portugal i el gran duc Guillem IV de Luxemburg.

El 21 de juny de 1893 es casà amb la infanta Maria Anna de Portugal, filla del rei Miquel I de Portugal i de la princesa Adelaida de Löwenstein-Wertheim-Rosenberg, al Castell de Fischhorn. La parella tingué sis filles:
- SAR la gran duquessa Maria Adelaida I de Luxemburg, nada a Colmar-Berg el 1894 i morta al Castell de Hohenburg el 1924.
- SAR la gran duquessa Carlota I de Luxemburg, nada al Castell de Berg el 1896 i morta al Castell de Fischhorn el 1985. Es casà l'any 1919 a Luxemburg amb el príncep Fèlix de Borbó-Parma.
- SAR la princesa Hilda de Luxemburg, nada a Colmar-Berg el 1897 i morta el 1979 a Colmar-Berg. Es casà l'any 1930 amb el príncep Adolf de Schwarzenberg.
- SAR la princesa Antonieta de Luxemburg, nada al Castell de Hohenburg el 1899 i morta el 1954 a Lenzerheide (Suïssa) el 1954. Es casà amb el cap de la casa reial de Baviera, el príncep Robert de Baviera.
- SAR la princesa Elisabet de Luxemburg, nada a Luxemburg el 1901 i morta al Castell de Hohenburg el 1950. Es casà al Castell de Hohenburg l'any 1922 amb el príncep Lluís Felip de Thurn und Taxis.
- SAR la princesa Sofia de Luxemburg, nada a Colmar-Berg el 1902 i morta a Múnic el 1941. Es casà al Castell de Hohenburg el 1921 amb el príncep Ernest Enric de Saxònia.

Esdevingué gran duc de Luxemburg a la mort del seu pare l'any 1905. Durant set anys, fins al 1912, estigué al cap del petit gran ducat centreeuropeu.
El dia 25 de febrer de 1912 morí al Castell de Berg a l'edat de 57 anys.